# 尼科爾斯 (愛荷華州)
尼科爾斯（英語：Nichols）是一個位於美國愛荷華州馬斯卡廷縣的城市。

## 地理
尼科爾斯的座標為41°28′45″N 91°18′30″W / 41.47917°N 91.30833°W，而該地的平均海拔高度為193米（即633英尺）。

## 人口
根據2010年美國人口普查的數據，尼科爾斯的面積為0.60平方千米，當中陸地面積為0.60平方千米，而水域面積為0.00平方千米。當地共有人口374人，而人口密度為每平方千米623人。